# Quartier Mont-Gaillard
Le Mont-Gaillard est un quartier situé sur la ville haute du Havre. Il compte 9 512 habitants en 2018.

## Toponymie
L'origine du nom « Mont-Gaillard » vient d'une ferme située sur un mont du même nom du quartier.

## Histoire
Créé dans les années 1970 pour loger les ouvriers du port du Havre, il s'agit d'une zone urbaine sensible (ZUS) composée de grands ensembles et de pavillons. 
Le quartier a été placé officiellement en zone de sécurité prioritaire (ZSP) par le préfet de région le 14 février 2014 et en 2015, il devient un quartier prioritaire avec la suppression des ZUS.
Le Mont-Gaillard fait l'objet d'un projet de renouvellement urbain signé avec l'Agence nationale pour la rénovation urbaine (ANRU) qui a notamment financé la démolition de deux tours de 18 étages le 26 novembre 2006.
Son hypermarché Auchan « Grand Cap », ouvert en 1973, est alors l'un des plus grands en France et attire une clientèle sur un vaste périmètre (9 millions de visiteurs par an). Il s'est agrandi à plusieurs reprises, et, avec l'ouverture de l'extension de sa galerie marchande en 2014, il s'est propulsé en tête des plus grands centres commerciaux de Normandie.

## Desserte
Le quartier est desservi par la ligne A du tramway havrais et par les lignes de bus C6,C8,10,16

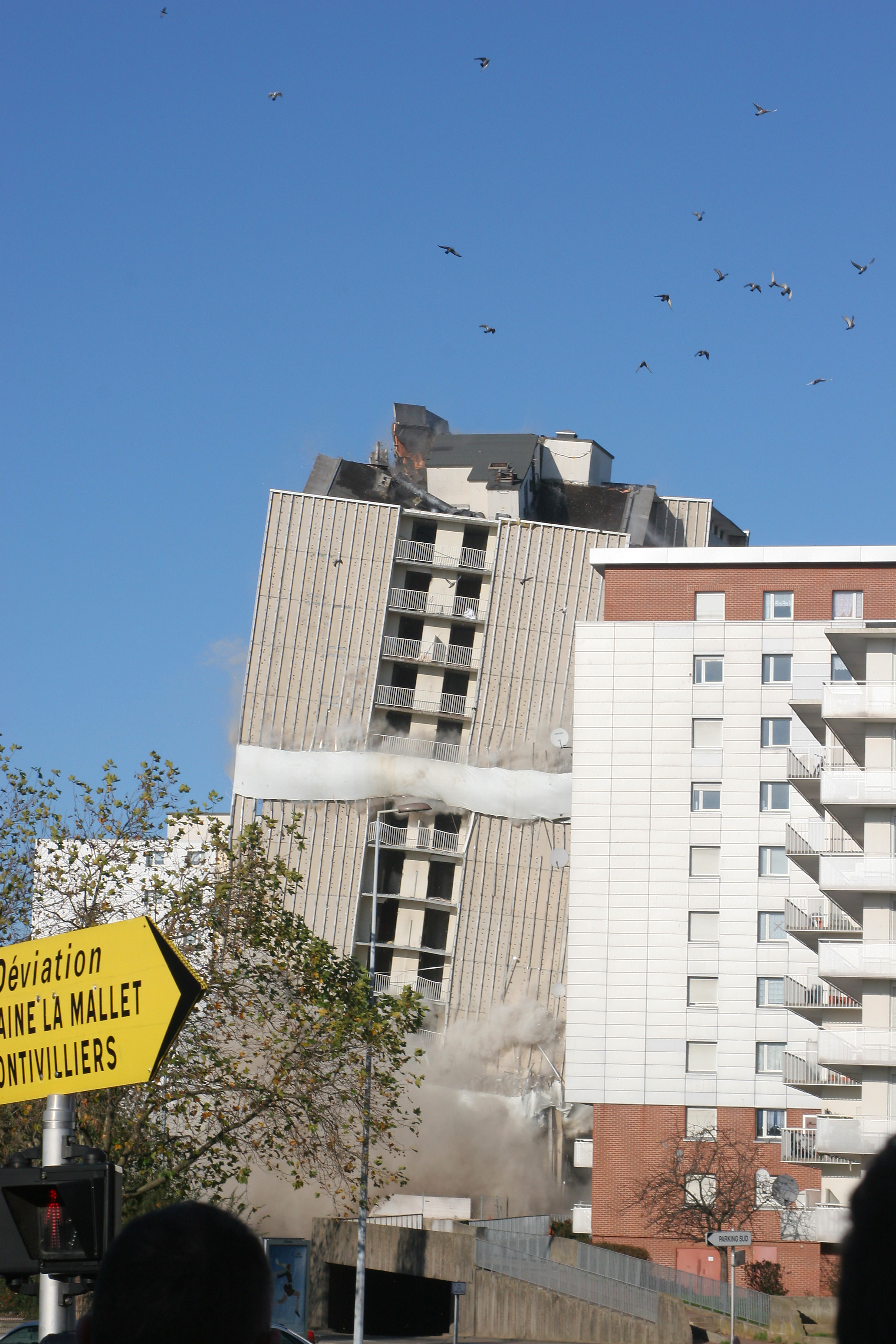
Démolition des tours le 26 novembre 2006